# Super Sweet 16: The Movie
Super Sweet 16: The Movie is een film uit 2007 onder regie van Neema Barnette. De film is afgeleid van de serie My Super Sweet 16.

## Verhaal
Jacquie en Sarah zijn de beste vriendinnen. Nadat Jacquie terugkeert na een jaar lang te hebben doorgebracht op een kostschool, raakt ze bevriend met de populaire, arrogante en verwaande Taylor. Sarah en Taylor beginnen al gauw te vechten om de vriendschap van Jacquie.

## Rolverdeling
- Amanda Michalka - Sarah
- Alyson Michalka - Taylor
- Regine Nehy - Jacquie
- Brendan Miller - Shannon
- Cassie Steele - Sophie
- Renee Olstead - Sky Storm